# Pseudomertensia parviflora
Pseudomertensia parviflora är en strävbladig växtart som först beskrevs av Joseph Decaisne, och fick sitt nu gällande namn av Harald Harold Udo von Riedl. Pseudomertensia parviflora ingår i släktet Pseudomertensia och familjen strävbladiga växter. Inga underarter finns listade i Catalogue of Life.